# James Carnegie, 3. Duke of Fife

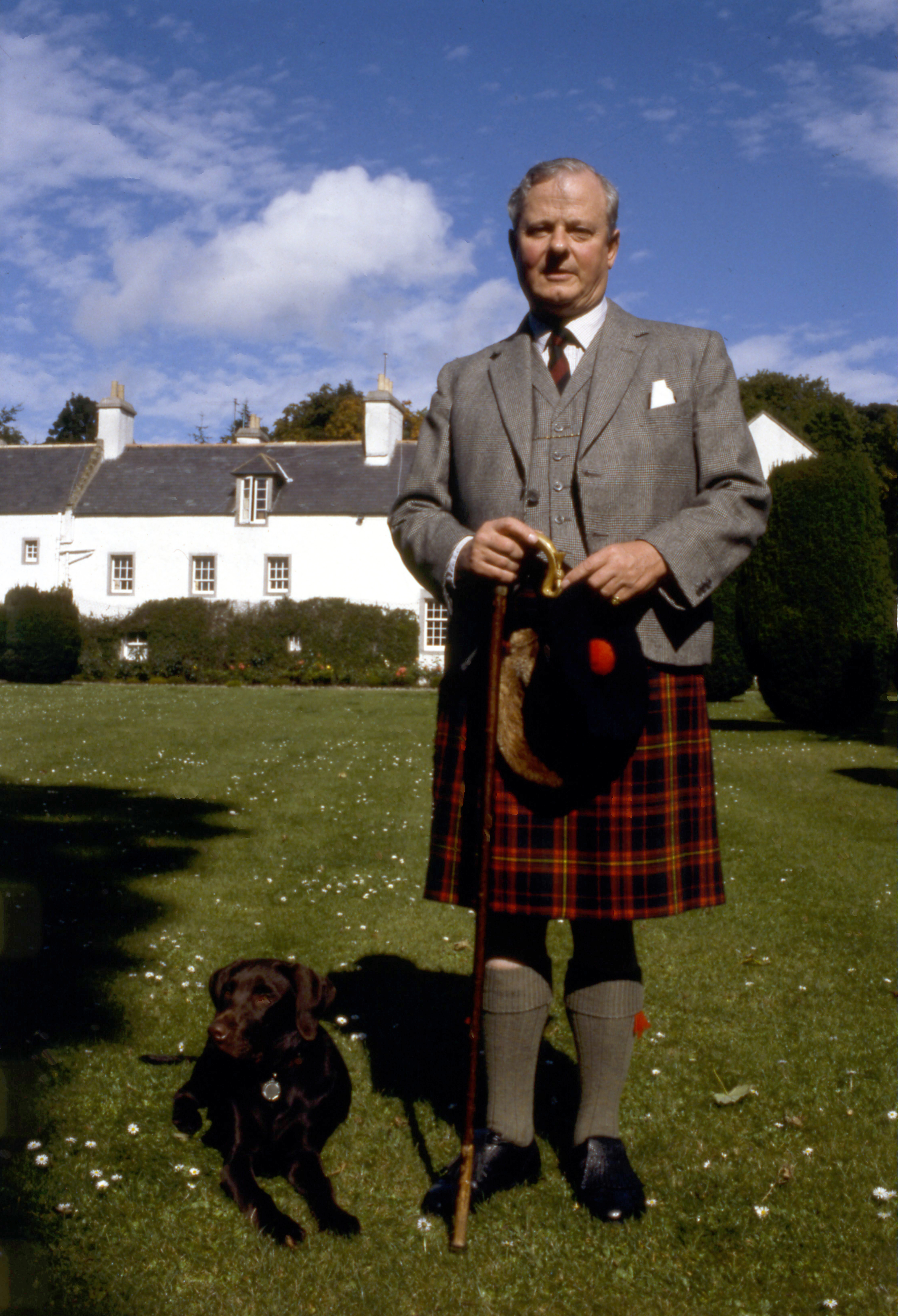
James Carnegie, 3. Duke of Fife

James George Alexander Bannerman Carnegie, 3. Duke of Fife (* 23. September 1929 in London; † 22. Juni 2015 auf Kinnaird Castle, Angus) war als Urenkel von König Eduard VII. ein Mitglied der weiteren britischen königlichen Familie und gehörte als Duke of Fife zu den Peers.

## Leben
Carnegie war das einzige Kind von Charles Alexander Carnegie, 11. Earl of Southesk (1893–1992), und seiner Frau Lady Maud Duff, Countess of Southesk (1893–1945), der jüngeren Tochter von Alexander Duff, 1. Duke of Fife, und Louise, Princess Royal und Duchess of Fife. Er besuchte die Internatsschule Gordonstoun in Schottland und danach das Royal Agricultural College, Cirencester. Während seiner Armeezeit diente er mit den Scots Guards von 1948 bis 1950 in Malaya. Seit den 1960er Jahren war er Mitglied der British Olympic Association.
Am 11. September 1956 heiratete er in Perth, Schottland Hon. Caroline Cecily Dewar (* 12. Februar 1934 auf Bardowie Castle, Milngavie), Tochter von Henry Evelyn Alexander Dewar, 3. Baron Forteviot, und Cynthia Monica Starkie. Aus der Ehe, die 1966 geschieden wurde, gingen drei Kinder hervor:
- Totgeburt eines Jungen (*/† 4. April 1958)
- Lady Alexandra ClaireCarnegie (* 20. Juni 1959) ⚭ 2001 Mark Fleming Etherington
- David Charles Carnegie, 4. Duke of Fife (* 3. März 1961) ⚭ 1987 Caroline Anne Bunting

Beim Tod seiner Tante Alexandra Duff, 2. Duchess of Fife, erbte er 1959 deren Titel. Diese hatte die Würde aus eigenem Recht getragen, weil die entsprechende Verleihung an ihren Vater mit dem ausdrücklichen Vermerk erfolgt war, dass der Titel mangels männlicher Erben auch an dessen Töchter und deren männliche Abkömmlinge übergehen könne. Carnegies Mutter war zu diesem Zeitpunkt bereits verstorben. 1992 erbte Carnegie nach dem Tode seines Vaters außerdem auch dessen Titel. Die Earlswürde ist seitdem ein nachgeordneter Titel des jeweiligen Dukes und wird als Höflichkeitstitel vom Titelerben getragen. Wohnsitz des Dukes war Elsick House bei Stonehaven in Kincardineshire.